# 暴れん坊将軍
『暴れん坊将軍』（あばれんぼうしょうぐん）は、1978年から2002年にかけてテレビ朝日系列でレギュラー放映されたテレビ朝日、東映制作の時代劇シリーズ。舞台版も上演されている。放映タイトルおよび各話スタッフについては、暴れん坊将軍のエピソード一覧を参照。

## 概要
徳川吉宗が貧乏旗本の三男坊「新さん」として庶民の暮らしに紛れながら、江戸にはびこる悪を斬る痛快時代劇。ナレーターは全作一貫して若山弦蔵が担当していたが、若山没後制作の2025年の新作では千葉繁が担当する。
毎週土曜日午後8時に放送されていた番組は、フジテレビの『欽ちゃんのドンとやってみよう!』とTBSの『8時だョ!全員集合』がファミリー層、日本テレビの『全日本プロレス中継』が高年齢層から人気を得る一方で、テレビ朝日は土曜時代劇枠の『人形佐七捕物帳』（松方弘樹主演版）が視聴率一桁台に低迷していた。このため新人を起用することになり、勝プロダクションから売り込みがあった松平健が主役に選ばれた。
松平の起用に際し、新たな企画が起こされた。「将軍徳川吉宗が江戸市中を徘徊し大立ち回りを演じる」という内容は局内でも物議を醸したが、視聴率はスタート時の9%から徐々に数字を上げ、1年後には15%を超える人気番組となった。
足掛け24年にわたりシリーズ12作が制作され、2003年に最終回スペシャルが放送され一度は終了。その後、2004年と2008年に2本のスペシャルが制作された。全放映回数は計832回と、同じ俳優が演じた単一ドラマとしては大川橋蔵の『銭形平次』888回に次ぐ長寿番組で、主演の松平健の代表作となった。
新作の制作とレギュラー放送は終了して久しいがその人気は根強く、テレビ朝日を始めとする地上波や衛星放送などで頻繁に再放送が実施されている。特に2010年代の時代劇専門チャンネルにおいては、シリーズ各作がほぼ常時放映されている。2025年1月に17年振りの新作「新・暴れん坊将軍」が放送された。

## 基本ストーリー
江戸幕府の第8代将軍・徳川吉宗が町火消“め組”に居候する貧乏旗本の三男坊・徳田新之助に姿を変え、市井（しせい）へ出て江戸町民と交流しながら世にはびこる悪を斬る勧善懲悪ものである。

### 事件の発端
物語は、江戸や諸藩における諸問題について南町奉行・大岡忠相や高級幕臣（この高級幕臣が事件の黒幕であることが多い）などから報告を受けた吉宗が、事態の深刻さに憂慮することから始まる。ここで吉宗に報告される又は吉宗が「め組」などで見聞する諸問題の代表例を以下に挙げる。
- 連夜発生している辻斬や盗賊団による凶悪事件
- 塩や米などの買占め・卸値吊り上げによる小売価格高騰
- 偽小判の流通
- 公儀発注の公共工事を巡る汚職の疑い
- 旗本の横暴に苦しむ江戸町民や、諸藩・天領代官の搾取に苦しむ農民による目安箱への訴え（及びその直前での斬殺）
- 御家騒動に敗れて各藩国元から江戸へ逃げ込んだ忠義・改革派藩士との遭遇
- 幕府内の権力抗争や公家絡みの朝廷との対立問題。特に大岡忠相の失脚を狙うものが多い
- 爆薬密造、鉄砲の江戸搬入や外国からの密輸入などによる大藩やその家臣達による将軍暗殺や倒幕クーデターの陰謀
- 放送時期と前後して話題となっている時事問題（リクルート事件、いじめ、登校拒否、ホストクラブの売掛金[3]など）を翻案したネタ
- 吉宗から寵愛されている爺や忠相の事を妬んだ幕臣が、爺や忠相を失脚（処罰内容によっては切腹）させようとして、わざと事件を起こす（爺に対する話と忠相に対する話の二種類）

事件の調査や気分転換などを理由に江戸市中に出た吉宗は、ストーリーの中心人物が悪人の手下に襲われている現場に遭遇、その優れた剣術で手下たちを撃退する（回によっては「正義」と記された扇子、または柔術や拳打で敵を倒すこともある）。その後被害者から襲われた事情や身の上話を聞き出し、め組の頭や若い衆をはじめ、南町奉行・大岡忠相、公儀御様（おためし）御用（後に浪人）・山田朝右衛門らと協力して問題解決にあたることとなる。

### 事件の真相究明
吉宗に撃退された手下たちは現場から逃走し、周囲に十分な注意を払わぬまま商人や要人の屋敷へと逃げ込む。しかし彼らは吉宗の御庭番によって尾行されており、屋敷の主が事件の黒幕として特定される。また、回によっては波止場で待つ黒幕が手下の口を封じて船で逃亡することもあり、遺留品などをもとに地道な捜査を余儀なくされることもある。
黒幕の例として、以下のようなものがある。
- 権力争いから幕政の中核に昇りつめようと企んだ高級幕臣（勘定奉行の地位を狙う大身旗本、老中職を狙う若年寄など少禄の譜代大名）
- 私腹を肥やすことを目論んだ閑職の高級幕臣（番方）
- 閑職に追われ、私怨で復讐する大身旗本（なお、追われた理由は大抵自業自得である）
- 吉宗の将軍就任後の改革によって地位を追われ復権を図る元権力者の幕臣（医官など）
- 各藩の実権掌握や私腹を肥やすことを目論んだ各藩の高級陪臣（江戸家老、江戸留守居役など）
- 寺社や京との関係を利用して私腹を肥やすことを目論んだ高家職の幕臣
- 京都所司代などの京と近しい高級幕臣と結託して権力争いに加わった公家関係者（武家伝奏など）
- 寺社奉行と結託し私腹を肥やすことを目論んだ寺院の住職
- 汚職の贈賄側の悪徳商人
- 長崎貿易において高級幕臣や悪徳商人と結託して私腹を肥やすことを目論んだオランダ人などの貿易関係者
- 尾張大納言宗春を将軍にすることを目論む尾張藩関係者
- 尾張藩所属ではないが、宗春を将軍にすることで復権を図る元権力者の幕臣（徳川家宣・家継時代の権力者）

これらの他に、以下のようなものも黒幕として登場したことがある。
- 悪女に惑わされ政治的意味のない小事件を起こした中堅旗本
- 閑職に追われ素行不良の果てに辻斬りなどの犯罪を犯した不良旗本
- 吉宗の与り知らぬところで幕府や徳川家に恨みを抱き、吉宗を殺すことで復讐を果たそうとする者
- 善人のふりをした盗賊の頭

悪党一味に協力を拒んだり抵抗したりした町人や、新之助に頼らず独力で悪党一味の打倒に向かった武士が殺害されることも多い。駆け付けた吉宗は悲嘆し、自責の念にかられるが、この時はメインテーマをスローテンポにした悲しげなトランペットソロが流れることが多い。これは番組中盤で話のテンポを落とし、ドラマにメリハリをつける重要な「つなぎ」の場面である。これによって同時に「かたき討ち」という時代劇になくてはならない要素に深みが加えられていることはいうまでもない。なお、被害者の親族・いいなずけなどが吉宗を将軍と知らずなじり、これに立腹しため組の頭などが介入するのを吉宗が制止し非難を敢えて受ける、という演出パターンが多用される。

また、「中盤の悲嘆」ロングヴァージョンとも言うべき別パターンもある。この場合、松平健のシングル「夜明け」「夢灯り」「ぬくもり」などが流れると、懐手（和服を着たとき手を袖から出さずに懐に入れていること）などで黒幕の屋敷に向かうシーンへと切り替わる。「夜明け」が流れる場合は善人が斬られる比率が非常に多い。　

### クライマックス
最後は黒幕の屋敷などに乗り込むか、野外での大立ち回りにより悪を成敗する。基本的な話の流れは、以下のとおり。
- 悪人たちが集合しているところに吉宗が登場し、悪人たちは全員平伏する
- 吉宗が罪状を問いただすと、悪人たちは開き直って吉宗に反旗を翻す
- 大立ち回りの末、吉宗が悪人たちを成敗し、事件に決着が付く

#### 吉宗の登場
劇終盤の夜間、悪人達が黒幕の屋敷などで悪事の談合や出世祝いなどと称した宴席を開き「次期若年寄の座はこの儂に決まったも同然じゃ」「○○屋（悪徳商人）、儂が○○（老中、勘定奉行など）に出世したらおぬしを江戸一番の大金持ちにしてやるぞ」「○○（被害者の名前）も哀れな男よのう。今頃は三途の川。案ずるには及ばん」など、黒幕の不謹慎な発言によってふてぶてしい盛り上がりが最高潮に達したところで、「その悪事、許すわけにはいかぬな」「その企み、上手く行くかな」「その宴、この世の名残りの宴と知るがよい」「これ以上、余の名を汚すことは許さん」「それはどうかな」などエコーのかかった吉宗の台詞が響き渡り水を差す。また、被害者を斬りつけようとした悪人の手元にめがけて「正義」と記された扇子を投げつけて動きを止めたり、稀に牡丹の花や偽小判、南蛮渡来の手投げ弾（漫画に出て来るような典型的な、黒い球から導火線が延びたタイプ。着火した状態で投げ込むため、悪党たちは慌てふためくが、肝心の火薬は抜いてあるため爆発しない）など悪党自らの悪事の裏付けとなるような証拠物品を障子を破って投げ入れたりするパターン、槍を投げて手下の一人を即死させるパターンもある。
障子を開けた悪人達は暗闇から現れた吉宗（悪人が口を封じたはずの被害者に扮したり、笠やお面で顔を隠している場合もある）を見て、悪徳商人や用心棒は「お前は徳田新之助」「貴様はこの前の浪人!」「この間、邪魔をしたのはこいつです」などと黒幕に告げる。自分を呼び捨てにしながら悪事の証拠を並べたてる吉宗に対し、黒幕は「黙れ! だまれ!」「何者じゃ貴様!」「浪人の分際で……。ここを誰の屋敷と心得ておる!」「はて、何処かで見た顔だが」などと高慢な態度をとる。これに対し吉宗は、「戯け者!」「愚か者!」などと一喝したのち、「余の顔を見忘れたか!!」「○○、己の欲に目がくらみ、主の顔も見忘れたか」「お主、主（あるじ）について江戸城に登城したことがあったであろう」（黒幕が大名、旗本の家臣の場合）などと、自らの顔をよく見ろといわんばかりの台詞を投げかける。この時黒幕が人質（主に女性）を取っており、御庭番によって人質が外へ脱出する場合もある。
稀に吉宗が一喝せず、以下のように御庭番や大岡、爺などが代わりに一喝する場合もある。
御庭番が一喝する場合
「頭が高いぞ! 、○○（役職・黒幕の名前）! 御前に居られる御方が分からんか」「この御方をどなただと心得る!」「上様の御前である!」「この紋所が目に入らぬか!」「控えぃ、○○! その御方は上様にあらせられるぞ!」（IV第58話、第65話、第72話） など。
大岡が一喝する場合
「上様の顔を見忘れたか!」「虚け者! この御方の顔を見忘れたか」 など。
※横内正が演じていた時、一度は『水戸黄門』の渥美格之進（初代）役そのままに「これなる御方を何方と心得る!?」（IV第61話）と言ったことがある。
爺が一喝する場合
「あのお顔を知らぬと言わせぬぞ！」（IV第23話）「控えぃ、○○！上様であらせられるぞ」（V第29話）など。
山田朝右衛門が一喝する場合
「この御方がどなたなのかまだ分からんのか」（III第118話）「皆の者、控えろ」（V第11話）など。
さらに稀なケースとして、前回登場時（IV第16話）に吉宗と顔見知りになり、吉宗＝新之助と知っている夜叉面お銀が一喝したこともある（IV第42話）。
黒幕は「なにぃ、余じゃと?」と言いながら（「なに？」のみや、何も言わず無言の場合もある）じっくりと顔を眺めると、江戸城での将軍謁見シーンが脳裏をかすめて吉宗と気付き（この時アングルの変更と共に「カーン」という効果音が入る）、「…う、上様!!」などと驚きながら、手下と共に慌ててひれ伏せ観念する。また、その場に善人や被害者がいる場合は「徳田様が上様!?」や「えっ?新さんが上様!?」などと驚き、同じように平伏する。このドラマでは、II第154話など、殺陣が一段落したところで吉宗が登場し、戦闘中の関係者が正体を暴露するというケースもあるが、『水戸黄門』のように殺陣が一段落したところで家紋入りの印籠を見せて「身分を明示」する方法や、『遠山の金さん』のように殺陣の際に桜吹雪の彫物を見せる方法とは異なり、殺陣の前に問いただして「顔を思い出させる」パターンがほとんどである。
回によっては、鋭い黒幕が吉宗が一喝する前に気付く場合（時にはそれより前。初期はこのパターンが多い）や、幕府直轄の領地（天領）において将軍・吉宗であることを名乗って登場する場合もある。
また稀に、悪人が平伏しないまま、殺陣に突入するパターンもある。
平伏のないパターン
- 黒幕の地位が吉宗より高い（前左大臣）ケース（III第81話）
- 悪人側の地位が謁見が許されない程低い（御家人や流浪人）などの理由で吉宗への謁見歴が無く、顔を思い出させても意味が無いケース（IV第4話他）
- 物語の冒頭で既に悪事が露見して処罰を待つ身になっており、開き直って吉宗暗殺を企むケース（IV第30話他）
- 吉宗と気付いてもひれ伏さず、いきなり反逆するケース（XI第15話）

尾張藩関係者の場合には最初から吉宗と見知っていて、ひれ伏さずいきなり反逆する特殊な例もある。

#### 悪人の反逆
ひれ伏す黒幕に対し、吉宗は、これまでに自ら見届けた証拠をもとに悪事の所業の数々を並べたて（「（黒幕本名）、その方、（役職名）の座にありながら御用商人と結託して私腹を肥やし、あまつさえ、不正を告発した（善人の犠牲者）を手先を用いて亡き者にするなど」等）、「悪事は白日の下に晒されているぞ」「その罪、断じて許し難い」「任命した余にも責任がある」などと総括したのち、「この場にて腹を切れ!」「潔く法の裁きに服すが良い」「天に代わって成敗する」「吉宗、断じて許さんぞ」等その場にて切腹、あるいは悪人達の地位が露と消える厳しい沙汰を迫るが、身の破滅が確定した悪人は開き直って吉宗に刃向うため、殺陣となる。
悪人の開き直りの台詞には以下のようなパターンがある。
目の前の人物が吉宗ではないと否定し、居直るパターン
「上様がこのような所に来られるはずがない」「恐れ多くも上様の名を騙る不届き者（痴れ者・狼藉者・偽者）だ」「こ奴は上様ではない」「上様の顔を忘れた」「何をほざくか素浪人が」「この者はめ組の用心棒よ」「ここで死ねばただの徳田新之助」など
反逆を口にするパターン
「上様とて構わぬ」「かくなる上は、お手向かいいたしますぞ」「八代将軍も今宵限りよ」「ここで死ねばただの狼藉者」「上様のお命頂戴致せ（・頂戴仕る）」「無縁仏になってもらいましょう」「三途の川を渡っていただきましょう」「あいにく此処は我が屋敷。上様だろうとて殺してしまえば五里霧中」「お一人でお忍びとはもっけの幸い」「何をほざくか吉宗。良い所に現れたものよ」「飛んで火に入る夏の虫とはこの事よのぉ」「吉宗の首を我が殿、宗春公に差し出せ」（黒幕が尾張藩関係者の場合）「もはやこれまで、かくなる上は……」「ならば、この場にて死んでもらいましょう」「上様を死への道連れにしてくれるわ」「上様、地獄への道連れとなってもらいますぞ」「上様に取り付いた死神になりましょう」「腹を切るのは拙者ではなく、上様の方じゃ」「上様……、お手向かいいたしますぞ……！」（絞り出すような口調で）など
更に悪事を重ねても構わないと開き直るパターン
「悪党らしく死に花を咲かせてくれるわ」「そこまでばれているのなら、毒を食うは皿まで」「もはやこれまで、斬れ! 斬れ!」「打ち取った者には多大なる褒美を差し出す」など
その他のパターン
「我ら幕閣（幕臣、幕客）あっての上様ではないか」「そんな事をしては、こっちの身の破滅」など。
変則的なものとして、悪人が「吉宗殿、神君・家康公のお墨付きの御前でござるぞ。如何に8代様とて頭が高うござる。御控え召されぃ！」と初代将軍の威光を盾に反論したケースもある（VII第18話）。なお、そのお墨付きは吉宗の居合抜きで真っ二つにされ、前述の糾弾に戻った。

#### 殺陣
殺陣（たて）はこの番組最大の見せ場である。殺陣は、メインテーマをアレンジしたBGM「4-43」（『暴れん坊将軍ベストコレクションVol.1 Best of Soundtrack』30曲目に収録）に乗って、概ね次の流れで展開される。二人の御庭番とともに3名で戦うことが基本となっているが、回によっては忠相や山田朝右衛門、ゲスト出演の侍または忍びが殺陣の中に参戦することもある。
黒幕の「（曲者じゃ!） 出合え! 出合え!」の呼集に家臣たちが駆付け（黒幕が悪徳商人の場合は「先生方！先生方！」と雇った用心棒を呼ぶ）、吉宗を取り囲む。さらに黒幕が「こ奴、上様の名を騙る不届き者。斬れ! 斬り捨てい!」「斬れ!斬れ!ぶった斬れ!!」「こ奴を屋敷から生かして帰すでない!」「こ奴を討ち取れ!」「○○の屋敷と知って金を盗みに参った。斬り捨てい!」などと叫ぶと、家臣たちは一斉に太刀を抜いて吉宗に向って構える。吉宗は懐手している場合ここで袖から腕を抜き、無言で鞘（さや）から太刀を抜くが、「止むを得ん」「どこまでも腐り切った奴め」「愚か者め」と吐き捨てたり、「名も無き女（被害者）よ。弔いの唄をきかせてやる」「俺の命は天下の命〔中略〕渡すわけにはいかんのだ」などと言う場合がある。吉宗が太刀を肩の高さで立て構えた状態で返すと同時に「カチャ」という効果音、太刀の三つ葉葵が刻印されたハバキ部分がアップになりBGMが始まる。稀に、暗闇を背景に光り輝く太刀の剣先部分のアップが使用されることもある。
最初に襲いかかってきた数名を倒したのち、廊下に上がり込んだ吉宗は、以降、数名との交戦を一単位として、これを何度か繰り返しながら、次のアクションとの間に黒幕に向かって進み寄る。手下の頭クラスの悪人も、この過程で斬られるケースが多い。稀に対峙する敵に外国人がいる場合は吉宗が「貴様の処罰は出島のカピタンに判断させる、この場から立ち去れ」などと威圧し追い払おうとするが大抵は説得に応じず反対に襲い掛かり返り討ちにされることが多い。画面構成は、手前に黒幕の肩などを一寸入れた「肩なめ」で撮られることが多い。他方で交戦する御庭番達のシーンを何度か交えながら、途中、吉宗が黒幕をカッと睨みつけるシーンが挟まれ、徐々に追い詰めていく。吉宗や忠相は峰打ち（刀背打ち）で、御庭番たちは逆手で斬りつける（大月半蔵は仕込み槍や仕込み杖、おそのは仕込み三味線を使用）、または薮田助八のように柔術や拳打で敵を倒すこともある。また、短筒を持った敵に対しては吉宗も小柄を投げて倒すことがある。ちなみに血しぶきや切断のような描写は存在せず、刀や衣装も返り血を浴びるような演出はされない。

#### 成敗
手下が全滅し、追い詰められた黒幕は「おのれー!」などと叫びながら吉宗に斬りかかるが、太刀払いで簡単に退けられる（剣術に長けた者や旗本の場合、攻勢に出たり数合持ち堪えることができる者もいる）。クライマックスの黒幕を打ち倒す時、吉宗が厳しい表情で黒幕を睨みつけながら「成敗!」と一喝すると、この命を受けた二名の御庭番が斬りつけて黒幕が崩れ落ちる。黒幕一人の場合は御庭番が交差する形で二回斬りつけ、黒幕が二名の場合は各一斬りで仕留めることが多い。御庭番が吉宗の元に戻って片膝をついて座礼した後、吉宗は太刀を返して鞘（さや）に収め、「カキン」という効果音で完了する。納刀後しばらくの間、厳しい表情で遠くを見つめる吉宗を撮り続けるパターンが多い。また、被害者がいる場合（場合によって、被害者側に寝返った小悪党も含む）は、吉宗の元にかけ寄って「上様とは露知らず、無礼の数々をお許し下さい!」や「新さんが上様だったなんて、滅相もありません!どうかお許しを!」などと言いながら土下座するも、吉宗は「俺は徳田新之助、それで良い」「総ては徳田新之助がやったことだ」などと言って不問にするパターンが多い。さらに一部の子供は、引き続き吉宗を「新さん」や「おじちゃん」と呼ぶが、被害者側の大人（父親（母親）・祖父（祖母）・兄（姉）・親代わりの人物）が「こら、『上様』だろ（でしょ）」や「○○○（被害者の息子（娘）・孫（孫娘）・弟妹・孤児の名前）、『新さん（おじちゃん）』じゃないだろ（ないでしょ）」などと注意する事がある。
御庭番以外が成敗するケースとして、以下のような場合がある。また話によっては複数のケースが混合した展開が行われる場合もある。
山田朝右衛門が成敗するケース
山田朝右衛門が登場する話に多い。御庭番の代わりに朝右衛門が斬りつける、もしくは黒幕が二人以上の場合に御庭番と共に成敗するパターンの2種類があり、また吉宗の殺陣の前に朝右衛門が単独で黒幕の一人を倒す場合もある。
峰打ちで気絶させ、後に裁きを下すケース（Iの大半、IIの第124話など、IIIの第2話）
最初期は殺陣を成敗で締める様式が確立していなかったため、大半をこの方式が占める。殺陣終了後のナレーションで経緯が説明されることが多い。大半は切腹だが、死罪、遠島というパターンもある。謁見中に反撃に出て再び打ち伏せられる（後述「吉宗の裁き」参照）、裁きを待たずその夜のうちに自分の判断で切腹する、といったパターンもある。
吉宗自身が成敗するケース
初期作ではこのケースが目立つ。IIでの尾張藩目付明石刑部とその手下の頭など、決め台詞も何も言わず斬り捨てるケースもある。それ以外では、御庭番殺害（I、III）など「特に許しがたい」「怒りがおさまらない」「救えなかった者との約束」というケースに限定される。その際には「貴様だけは（断じて）許さん!」「〇〇（犠牲者）の恨み思い知れ!」などと叫ぶ、なおIIでは江戸城内において吉宗が親しい友を切り捨てる珍しいケースもあった。IIでは顔面を斬り捨てたと見せて実は気絶させただけで、後日切腹の沙汰を下したケースもある。
戦闘に参加した侍や、黒幕に殺害された者の遺族が仇討ちの形で成敗するケース
黒幕を仇と狙う者が殺陣の場面に同席した場合、御庭番にとどめを刺させず、本人の手で仇討ちを遂げさせる。武芸の心得が無い女性などの場合は、義によって吉宗が助太刀し、黒幕を鍔迫り合いなどで消耗させたのち峰討ちを見舞ったり太刀を叩き落し、中庭に突き落としてから実行させることが多い。このケースにおける御庭番は何もしない場合もあれば、共に黒幕を斬ったり、黒幕の後ろに回り込み逃げ道を塞ぐ支援を行う場合もある。仇討後、「見事だ。仇討本懐、祝着に（＝私も嬉しく。“執着”ではない）思うぞ」などと労いの言葉をかけることがある。変則的なものとして、最初はその場にいなかったが殺陣の最中に駆け付けて仇討ちを行う場合や、吉宗は指示しておらず御庭番が仇討ちを促す場合（同席した者が元御庭番である場合が多い）、吉宗の助太刀なく、仇討ちの形も取らず、落した太刀を拾っての衝動的行動として復讐を遂げる場合もある。
黒幕自ら切腹、自刎して果てるケース（II第111話、第179話、III54話、VI第44話など）
比較的身分の高い者に多い。手下全滅後という往生際の悪さから、武士としての切腹というより自殺に近い。お庭番に囲まれ成敗直前に自決するケースもある。武士以外に老女なども自害することがある。尾張藩関係者の場合、自害する前に宗春は無関係であると言ってから自害する例もあれば、宗春には一切言及せず「我が野望潰えたり、無念」と自分の事しか考えていない例もある。あまりに極悪非道な行いをしでかしたため切腹が許されず御庭番に切腹を阻止された上で斬り捨てられる場合、切腹の振りをして小刀を取り出すもその小刀で吉宗に切りかかり対処されて結局成敗される場合、IIの橋爪大和守、酒井備前守のように名門譜代の家格を思われて手下全滅後、成敗直前に今一度の機会を与えられ自害する場合もある。
その場で切腹を申しつけられるケース
I第67話など。場合によっては、山田朝右衛門が介錯役としてやってくることもある。
生かしたまま町奉行に捕縛させるケース
本来成敗が行われるタイミングで大岡忠相が配下を引き連れて登場し、黒幕を捕縛する。捕らえられるのは悪徳商人・軍学者などが多い。これら幕臣以外の一般人は多くは獄門になる。旗本の家臣など陪臣は捕縛された場合打ち首、死罪になることもある。まれに悪徳商人にかつがれた旗本なども捕えられることがある。場合によってはかつがれた武士は遠島で済み、悪徳商人は獄門という共犯の方が厳罰になるケースもある。
叩き伏せられて屈服するケース
叩き伏せられて屈服、土下座する。裁きの結果は説明されないこともある。
成敗された黒幕達は、表向きは病気による急死や事件の責めを負っての切腹という形で処理される。高級陪臣の場合、国元に送り返されて切腹というパターンもある。黒幕達の家は旗本の場合取り潰しになる場合が多いが、一部の大名等は息子、兄弟、親戚に継がせる場合がある。

#### 吉宗の裁き
初期のシリーズにおいて、大名、直参の黒幕は戦闘シーンには登場せず、共犯者（悪徳商人、下級旗本、陪臣など）とその手下を全滅させ、後日江戸城中に呼び出し、その場で処断の沙汰が下るケースも存在した。大抵は恐れ入って処分を受け入れるが、吉宗に斬りかかったり、より身分の高い共犯者や忠相に助けを求めたケース（I第65話の佐久間主馬など）、斬りかかった末正気に戻り自決する（II第145話）といったパターンもある。
パターンとしては、
下賜品として事件関係の品を賜り叱責(I第1話など)
初め功績を褒め、下賜品を賜り、悪人がそれを開けると事件に関係する物品であり、悪人が一瞬身を固くするのを契機として、吉宗が態度を一変、悪事を責め立て切腹の沙汰が下る、など。
政策を取り上げ賞賛した後悪事を暴く
はじめ黒幕の提案した政策を採用し、賞賛した後「一つだけ残念なことがある」などと言っておもむろに悪事を暴く。その後叱責となったり黒幕が逆上して吉宗に斬りかかり取り押さえられるなどのパターンがある。
遠回しに尋問の末悪事を暴く
奥歯に物の挟まったような言い方で遠回しに、黒幕に犯行を自白・切腹するよう迫る。たいてい黒幕は自白せず白を切り、証人を突きつけられて吉宗に斬りかかり取り押さえられるなどの結末になる。その後、切腹するシーンまで描かれることもある。
吉宗が黒幕を叱責
定期的に繰り返される「尾張家の陰謀」のエピソードでは家臣らが成敗された後、黒幕の尾張宗春が江戸城に呼びつけられ「若輩の余を補佐してこその御三家筆頭であろう」などと吉宗に叱責を受けるが、それ以上の沙汰はない。しかも平伏する宗春の目は憤怒に燃えており、尾張家の幕府転覆計画が繰り返されるであろうことを示唆して終わる。時には登城も叱責もなく、自邸で不機嫌かつふてぶてしく酒をあおる宗春の顔などがクローズアップされて裁きが終わる。「尾張家の陰謀」エピソードは「一話完結の勧善懲悪」が原則の時代劇としては珍しく、次回に尾を引く結末になるのが特徴である。
吉宗が詰所に赴く
江戸城内（甲府城内のケースも）における黒幕の詰所に吉宗が現れ、黒幕を叱責、改易や切腹を暗示して去る。黒幕が吉宗に斬りかかり、成敗されたり、往生際悪く忠相らに執成しを求めて叱責されるパターンもある。
いきなり処分
叱責もなくいきなり処分を申し渡される。このときお庭番が侍姿で現れたり、吉宗が徳田新之助の正体を語ることもある。
などの様々なケースがある。

### 事件解決後
悪が成敗された後のシーンは、江戸城内の庭園（または江戸の町中）で爺や忠相らと散策しながら、以下のような要素を含んだグッドエンドで締められることが多い。
- 救えなかった被害者を回想したり、改心して立ち直った者の近況を知り微笑む
- 事件から浮かび上がった現行制度の問題点などを指摘し、再発防止の観点から改革の必要性を語り、陪席する忠相らとともに問題意識を共有し合う
- 縁談話をする爺からお茶目な表情をして逃げる
- 城中に手柄を立てた武士や学者を呼び、褒美をつかわすと同時に、自ら「徳川吉宗ではなく徳田新之助として」弟子入りを志願する（『暴れん坊将軍Ⅵ』の「名探偵!新井白石」）

この他にも、悲しみが残るバッドエンド、怪談物や彗星落下の話、吉原で遊び狂ったり二日酔いで苦しむなどの大失敗をしてしまうオチまで、バラエティに富んだものになっている。
回によっては、悪党に捕えられた善人の救出過程を端折ったり善人のその後を吉宗と爺・忠相のやり取りだけで語ったりするという展開も多かった。また、このドラマではストーリーの中心人物の女性が“徳田”に恋心を抱くという設定が多いが、最後には徳田が事もあろうに将軍・吉宗と明らかになってしまうため、その恋が成就することはない。このため、決して叶わぬ恋と知りながらも吉宗を想い続ける切ない姿やその複雑な胸の内について、以下のようなほろ苦い内容のナレーションで締められることも少なくない。
- 去ってゆく吉宗に向って、千恵はいつまでも手を振り続けた。淡い恋を振り切り、武士の娘として生きるために。その、いじらしくも切ない娘心を誰よりも分かっている吉宗であった（VI第1話）。

## 主要登場人物
ここでの記述は、本作における設定に基づく。細かい設定は詳細は「暴れん坊将軍のエピソード一覧」を参照。実在の人物については#史実との相違点の項も参照のこと。

### 吉宗と周辺人物
徳川吉宗
演：松平健
シリーズ全体の主人公。紀州から江戸幕府第八代将軍を命ぜられた。政の改革に従事する一方で、貧乏旗本の三男坊・徳田新之助を名乗り江戸市中を歩き回り、様々な悪と闘い続けている。
御側御用取次役
「おそば・ごよう・とりつぎやく」と読む。吉宗に従う老齢の幕臣。吉宗の幼少時代の教育係で、現在でも吉宗からは「爺」と呼ばれる。独身で世継ぎのいない吉宗を案じ、吉宗に妻を持つようたびたび進言する。
吉宗が市中へ出ることに反対するが、吉宗を探すなどの理由で自らも市中に出ることがある。市中に出る際は新之助のおじ、あるいは知り合いの隠居（町人）を称し、め組の人達から「ご隠居様」と呼ばれている。
加納五郎左衛門忠久（演 - 有島一郎→伊東四朗→小野武彦）
モデルは加納久通。趣味は江戸市中散策。
有馬彦右衛門（演 - 名古屋章）
モデルは有馬氏倫。
田之倉孫兵衛（演 - 船越英二）・宍戸官兵衛（演 - 高島忠夫）・横川勘十郎（演 - 神山繁）
その他は「暴れん坊将軍のエピソード一覧」を参照。
御庭番衆
演：宮内洋、夏樹陽子、和崎俊也、荒木茂、朝加真由美、三ツ木清隆、五代高之、菅野玲子、高島礼子、他
元紀州藩主の吉宗が、紀州徳川家に代々仕え信用ある家柄から江戸に連れてきた忍者集団。このうち男女二人が吉宗の近辺へ常に待機し、市井を徘徊する吉宗の警護は勿論、吉宗の直命により悪事の証拠を掴むための諜報活動や事件の鍵を握る人物の身辺警護、さらに悪人の成敗も行う。
大岡忠相
演：横内正→田村亮→大和田伸也→勝村政信
江戸南町奉行。武士だけでなく町人・農民などに対して平等に接するので人望は厚く、南町奉行所には管轄外の村から陳情に来る者も多い。吉宗からの信任が厚いため、御庭番や独自に抱える隠密を指揮し、江戸町奉行の権限外である幕臣や諸藩の不正にも目を光らせている。一方で厳しい取り締まりに反撃を企む盗賊や、吉宗による重用を妬んだ幕臣から暗殺・失脚工作の対象としてしばしば狙われることもあるため、時に吉宗と共闘する。
お由利の方（浄円院）
演：丹阿弥谷津子→中村玉緒
吉宗の生母。
山田朝右衛門
演：栗塚旭

### め組

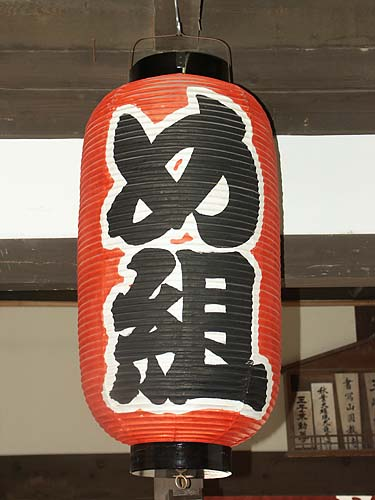
め組の提燈

江戸町火消し48組の1つで、“徳田新之助”の居候先。江戸っ子気質の組頭（頭）とその妻（おかみさん）、組頭の下で働く“小頭”と“若い衆”という構成で、全員が新之助を家族のように信頼し慕っている。ただし新之助や隠居の正体を知る者は歴代の頭に限られ、おかみさんや若い衆などは、新之助を「仕官の道も探さずブラブラ遊び呆けている気楽な旗本の三男坊」と信じている（龍虎は新之助との再会の後、最終的に「新さんはただのお旗本じゃねぇな」と感づいたが将軍とは知らないまま江戸を去った）。事件が起きた際には一致団結し、その組織力で新之助の調査に協力する。シリーズによっては新之助とは別に腕の立つ居候が住み着いており、め組の一員として新之助に協力する。
辰五郎
演：北島三郎→堺正章→生瀬勝久
鳶の職人から、町火消め組の組頭となった男。吉宗の古馴染み。
史実の町火消にもめ組の辰五郎・長次郎がいるが、本作とは時代や人物像が合致しない。
おさい
演：春川ますみ（初代）→浅茅陽子（2代目）→坂口良子（三代目）→岡本麗→高島礼子
辰五郎の妻。
長次郎
演：山本譲二
め組の二代目頭。辰五郎を演じた北島の推挙で二代目になった。
腕と度胸は辰五郎にも負けない。若気の至りで辰五郎と比べると無茶をする事が多いが、徐々に頭らしい深い思慮と貫禄を身につけていく。
おぶん
演：生稲晃子
長次郎の妻。当初は魚売り兼目明しとして登場し、劇中で長次郎と祝言を挙げる。
栄五郎
演：松村雄基
め組の三代目頭。お杏の兄。
お杏
演：いしのようこ
栄五郎の妹。栄五郎は独身のため、お杏が「おかみさん」の位置付けを担っている。

### 幕府・武家関係者
徳川宗春
演 - 中尾彬→西岡徳馬、成田三樹夫（II、SP2話のみ）→GACKT(新のみ)
尾張藩主。
なお、後述のとおり歴史上の実在人物が登場することは多い。その中には宗直同様複数回登場した人物も少なくない。前水戸藩主水戸綱條、水戸藩主徳川宗堯、薩摩藩主島津継豊・五代将軍徳川綱吉の養女竹姫夫妻、老中水野忠之などである。が、いずれも演じる役者についてはその都度キャスティングが異なり、固定されていなかった。

## 作品中の時系列
Iは吉宗の将軍就任、大岡忠相の江戸南町奉行への起用で始まるが、以降のシリーズ・回の進行は必ずしも年代順ではない。例えば、II第40話で故人扱いだった間部詮房（吉宗の将軍就任により引退させられた幕臣で、享保5年死去）が、VIII第10話では悪の首魁である。享保の改革で実際に行われた政策に絡めたエピソードなどでは、「享保●年のことであった」と時期が明言されることもある。側用人の名前、生母・お由利の方の境遇、VIIIラストで吉宗と相思相愛になった鶴姫の存在など、シリーズが変わると引き継がれない設定もある。

## 史実との相違点
本作には主人公の吉宗をはじめとして実在の人物が多く登場するが、史実と異なる脚色がされている部分がある。以下に主なものを挙げる。
- 本作のように将軍が供を連れずに出歩くことはまず不可能[注釈 8]だが、徳川家光は夜間に城を抜け出すことがあったという[4]。
- 吉宗は本作では未婚、世継ぎ無しだが、史実では将軍就任時にはすでに側室がおり（正室は紀州藩主時代に死去）、嫡男の家重（後の9代将軍）、次男の宗武が誕生していた。ただ、この設定を利用して劇中に登場する女性と偽りの祝言を挙げたこともある。2025年の『新・暴れん坊将軍』において、初めて家重・宗武・宗尹が作中に登場した。
- 重税に苦しむ農民を救う話も多いが、吉宗が享保の改革で実施した財政再建の一つは天領の年貢比率を五公五民に引き上げる増税であった。
- 御側御用取次役（加納五郎左衛門：加納久通）は幼少時代の教育係であり、のち吉宗に付き従い幕臣となる。吉宗に妻を持つよう度々進言しており、史実でも子を残すために周囲が奮闘したことが記録に残っている。
- 吉宗の生母：お由利の方は、本作では江戸郊外に住み出家も在家得度もしていない。史実では吉宗が将軍職に就く前に出家し、浄円院を名乗っている。また江戸城内にて庵を与えられていた。
- 尾張藩主：徳川宗春について、いくつか史実と異なる設定がなされている。
  - 本作では松平健より年上の俳優が演じ、年長者である雰囲気を出しているが、史実では年下（吉宗は1684年生、宗春は1696年生）であり、尾張藩主を継いで吉宗と対立したのもその将軍治世の後半（吉宗がそろそろ初老にさしかかるころ）である。なお、『新・暴れん坊将軍』において初めて松平健より年下の俳優が演じている。
  - 本作では官職が大納言だが、史実では権中納言であった。権大納言の位は没後75年経って贈られたもの（贈位）。
  - 本作で兄継友の最終登場となる『IX』最終回のナレーションおよび劇中では、継友が将軍職を争った旨に訂正されている。吉宗の将軍就任に反発したのは継友の弟で宗春の異母兄（生年はともに1696年だが数か月先）の松平通温である。なお宗春の「宗」は尾張藩主就任時に吉宗の名からもらったもの（偏諱）。
- 紀伊藩主：徳川宗直は、本作では吉宗よりも年下のイメージで演じられているが、史実では吉宗よりも年上である（吉宗は1684年生、宗直は1682年生）。
- 小石川養生所：史実でも吉宗が設置したことから、第1シリーズ第2話で設置までのいきさつが描かれる等、たびたび登場する。しかし医師が白装束を着たり、壁に『蔵志』（1759年）や『解体新書』（1774年）の挿絵が掛けられているなど、近代以降の医療を元にした描写がある。なお『蔵志』『解体新書』のいずれも、出版は吉宗の死（1751年）の後である。

## 本作独自の設定

### 脇役の活躍

#### め組
め組は、徳田新之助に姿を変えた吉宗が、身分を隠して城下の人々と触れ合うための拠点として出入りしている江戸の町火消である。権力の頂点に君臨する吉宗がその重責から解き放たれ、心安らぐひと時を過ごせる憩いの場所でもある。新之助の正体は頭しか知らない（新之助の正体を話したときも信用しない）ため、彼ら（主におかみさん）が“吉宗に対する批判”や“新之助への苦言”、“新さんの七不思議”などを率直に口にし、気まずい思いをするものの真実を明かせず困惑する新之助と言葉を濁しながら皆をたしなめる頭の姿は、このドラマの名物シーンとして定着している（このパターンは、シリーズX（通称）の大岡忠相とその姪子にも受け継がれている）。劇の序盤では、なごやかな一日の始まりを演出するためのめ組であるが、口封じに狙われている人物を保護したり、凶悪事件を警戒しての夜回り、若い衆たちを動員しての情報収集活動、さらには、事件の手掛かりとなる重要情報が得られたりと、悪事に挑む吉宗にとって無くてはならない存在となっている。
なお、史実によれば、め組は1720年（享保5年）に徳川吉宗が設置した町火消47組（後に48組）のひとつであり、新橋・芝大門付近を管轄していた、現在でいうところの消防団にあたる。このほか、火消には、飯田橋、市ヶ谷、お茶の水、麹町の4か所に設置された公儀直轄の「定火消（じょうびけし）」、江戸城や各藩の江戸屋敷を火事から守るために組織された「大名火消」などがあり、これらは現在の消防署の礎となる組織である。このドラマでは、火事場において、め組と定火消（定火消の大役を利用して陰で火付け盗賊を働く悪役として登場）が管轄などをめぐってたびたび対立し、消火作業そっちのけで喧嘩を始めるなどの場面があるが、これらは「火事と喧嘩は江戸の華」といわれる史実を巧みに表現したものである。

#### 御庭番
公儀御庭番は、吉宗が紀州から連れてきた隠密御用の紀州忍者のほか、江戸城の裏門や大奥の警護にあたる伊賀忍者、大手三門の守備を行う甲賀忍者などで構成されている。忍びの者たちは、天正10年、本能寺の変で危機に陥った徳川家康を救った初代服部半蔵以来、公儀御庭番として忠節に励んできたという設定になっている。その存在を知る者は爺や忠相、辰五郎などごく少数で、辰五郎以外のめ組関係者と接触することはほとんどない（II第58話ではおさい、II第177話では龍虎、III第26話では半次郎が知り合っている）が、まれにめ組に顔を出す場面がある（III第94話など）。
御庭番は町中では町人や行商人に、屋敷に潜入する際は忍びの格好という具合にその場の状況に応じた装いで活動する。そのほか、二人の御庭番が夫婦という設定で貧乏長屋に住み込んで内情を探ったりするほか、賭場の博打打ちや問屋で働く用人、大商の番頭や手代、飴売り商人、女中奉公の娘、さらには大奥に潜入したりと様々な身分になりすまして潜入捜査を行うこともある。一方、諜報活動で失敗した時に切腹しようとしたが吉宗から「人は失敗を重ねてこそ成長できる」「この吉宗が仕事に完全無欠な人間だけを望んでいると思っているのか」「これからも頼むぞ」などと言葉をかけられて思い留まった。
また御庭番にスポットをあてた作品も少なからずある。タイトル中に御庭番が入った作品として「お庭番非情!」「あわれ、女お庭番」「吉宗狙撃! 消えたお庭番」「庭番慕情、禁じられた恋の笛!」「お庭番を愛した女」「女お庭番の涙 怪盗夜がらすの正体は?」「吉宗を愛した女お庭番! 断崖に消えた恋」「危機一髪! お庭番の禁じられた恋」など恋沙汰ものが多い。さらには、「左源太愛に死す!」のように御庭番の殉職も取り上げた作品もある。

## 撮影場所

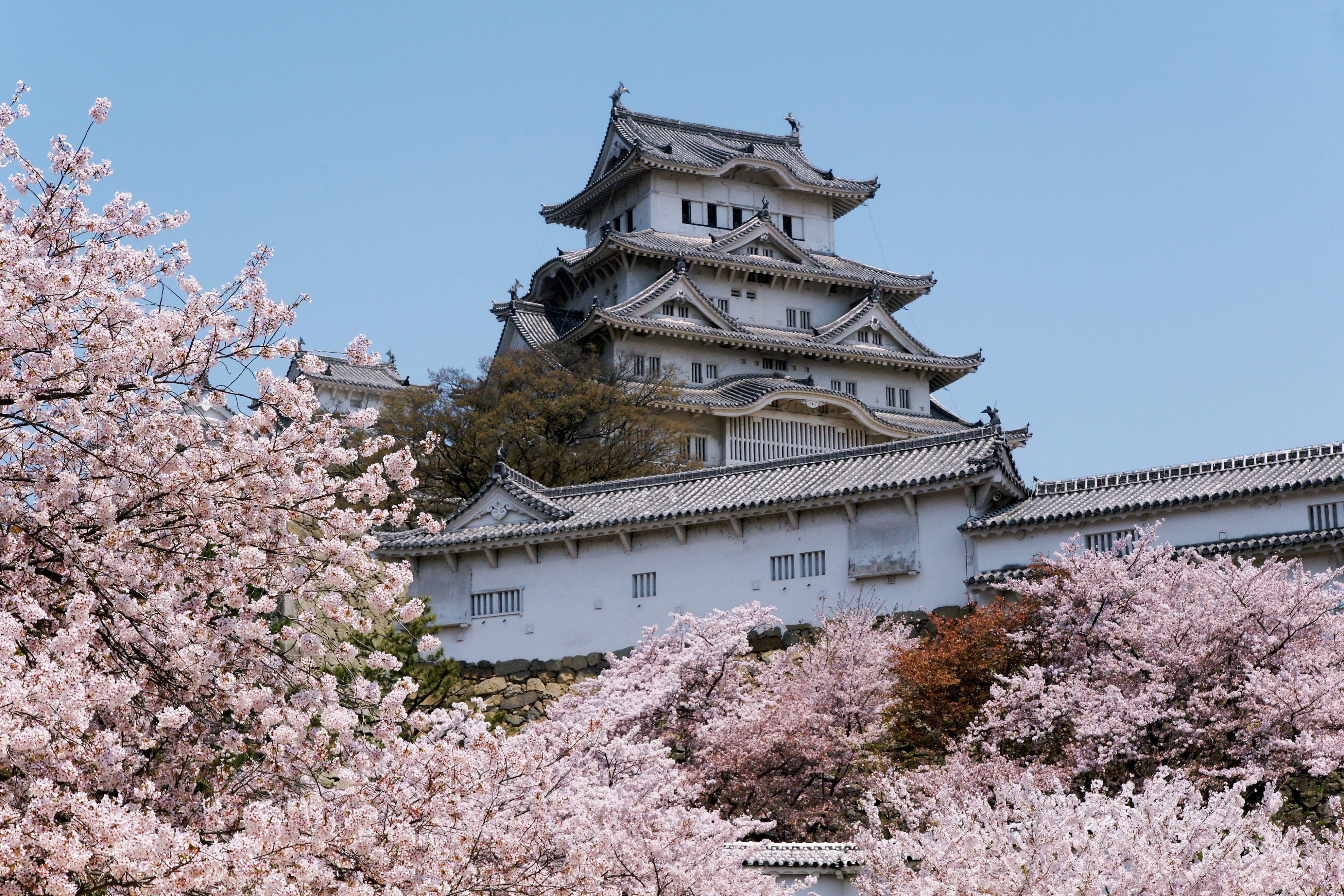
姫路城

- OPでは富士山を望む三保の松原を白い馬に乗った吉宗が駆けていく映像が使われていることがある（富士山を背景にしていることもある）。なお撮影は海ではなく京都の大沢池で行われた。
- 劇中「江戸城」として登場する天守閣は姫路城で、エンディングのクレジットにも「協力：姫路城[注釈 12]」と明記されている（Iでは大阪城が江戸城設定で登場したこともある）。なお、史実では1657年の明暦の大火で江戸城の天守閣は焼失し、その後再建されることはなかったために吉宗の時代の江戸城に天守閣はない。また、姫路城「はの門」への石段の坂道は、劇中に登場したことから「将軍坂」という通称で呼ばれるようになった[6]。
- 吉宗が弓の稽古を行う場面や鯉に餌を与える場面は、国宝彦根城の玄宮園池畔で行われることもあり、このときは彦根城の天守閣が江戸城の一部として使用されている。
- 回によっては、定番の京都・滋賀・姫路城を離れた遠方ロケが行われた。

- 二条城
- 大覚寺（京都）
- 御室仁和寺（京都）
- 東映太秦映画村
- 和歌山城
- 根来寺（和歌山）
- 竹田城

## 音楽

### オープニング曲
- I～VIII、最終回SP：暴れん坊将軍のテーマ[注釈 13] 作曲：菊池俊輔
- IX：「未来」作詞：大地土子 作曲：原譲二（北島三郎） 編曲：宮崎慎二 歌：北島三郎
- X：オープニングなし[注釈 14]
- XI、XII：「輝」作詞：大地土子 作曲：大地土子 歌：北島三郎

### エンディング曲
- I、II：「炎の男」作詞・作曲：原譲二（北島三郎） 編曲：池多孝春 歌：北島三郎
- III、IV：「がまん坂」作詞・作曲：原譲二（北島三郎） 編曲：鈴木操 歌：北島三郎
- V～VII：「男道」作詞・作曲：原譲二（北島三郎） 編曲：鈴木操 歌：北島三郎 [注釈 15]
- VIII：「陽だまり人情」作詞・作曲：原譲二（北島三郎） 編曲：鈴木操 歌：北島三郎
- IX：エンディングなし
- X、800回SP：「未来」作詞：大地土子 作曲：原譲二（北島三郎） 編曲：宮崎慎二 歌：北島三郎
- XI、XII：エンディングなし
- 最終回SP、春のSP：「輝」作詞・作曲：大地土子 編曲：宮崎慎二 歌：北島三郎

### 挿入歌
- II～IV：「夜明け」作詞・作曲：中山大三郎 編曲：矢野立美 歌：松平健
- V～VII：「夢灯り」作詞：上川輝子  作曲：久保進一 編曲：矢野立美 歌：松平健
- IV（17話、20話、55話）：「花」作詞・作曲：喜納昌吉 編曲：チト河内、ライクーダ、久保田麻琴 歌：松平健
- VI（18話、20話、32～33話）：「やじろべえ」作詞・作曲：横山聖仁郎 編曲：池多孝春 歌：松平健
- VII（14話）：「千代紙」作詞・作曲：横山聖二郎 編曲：池多孝春 歌：松平健
- VII（15話）：「想い出かくれんぼ」作詞・作曲：横山聖仁郎 編曲：鈴木英明 歌：松平健
- VIII：「ぬくもり」作詞：たきのえいじ  作曲：久保進一 編曲：前田俊明 歌：松平健
- X、最終回SP：「斬って候」作詞：荒木とよひさ 作曲：柴田遊 編曲：桜庭伸幸 歌：松平健

## 豆知識

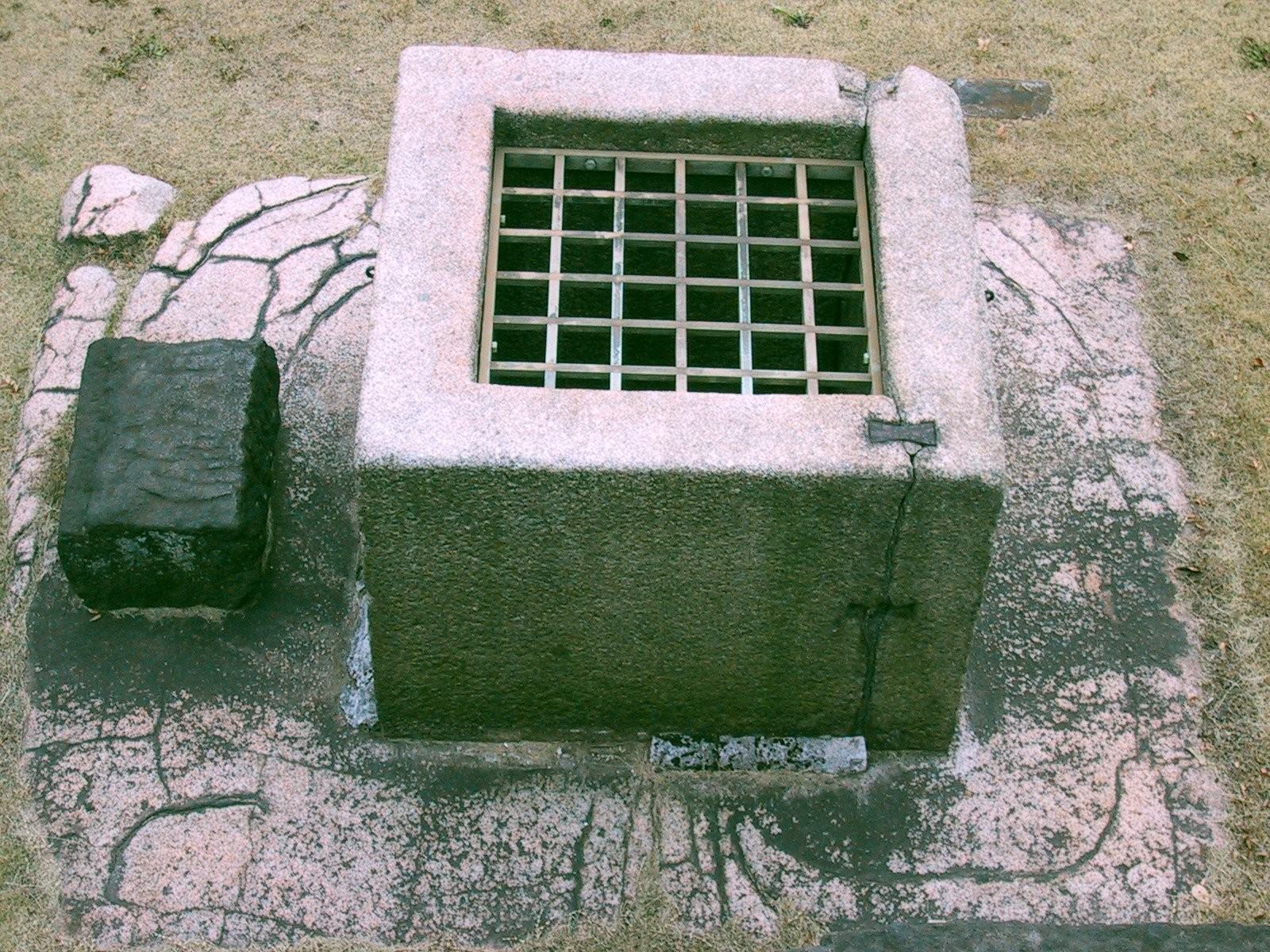
江戸城内の井戸（実物）。吉宗は城内の井戸から隠し通路をたどって堀外に出る設定。

悪人として登場するのは主に、老中・若年寄・寺社奉行・勘定奉行・勘定吟味役・北町奉行・佐渡奉行・長崎奉行・関東郡代・火付盗賊改方・大番頭・大目付・地方の代官（主に関東地方）などの幕閣や幕府の役人たち、吉宗や忠相によって罷免された元役人（含む間部詮房など）・旗本・旗本の用人・与力・商人・医師・浪人・僧侶・大奥・公家・大名の江戸及び国家老・大名の兄弟や親戚・江戸留守居役・そして大名本人（主に譜代大名・ただし、登場する藩は大抵実在しない架空の藩が多く、実在する藩は尾張・薩摩などごくわずかである）などである。ただ、悪人が盗賊団のみというケースもあり、そうしたケースでは、吉宗が正体を明かさないまま成敗に到ることもある。また、話によっては尾張藩主徳川宗春がライバルとして登場する。南町奉行は大岡忠相の赴任以降は悪役にはなり得ない。I第1話のみが大岡の着任前であったため、前任者が悪党であった。
悪の親玉は御庭番もしくは山田朝右衛門が止めを刺す。本人は「身分の高い者は殺生をするべきではない」との考えから峰打ちにすることが多い。とはいうものの、打たれた敵が頭等から血を流していることがある。統計によれば、1話あたり平均35人が上様に殴り倒されるという。831話までに上様に殴り倒された人数は約29,000人である。末期には一部本身の刀を用いて火花を散らすシーンや殺陣や成敗シーンにスローモーションを使うシーンも見られた。絶対に殺生しないというわけでもなく、吉宗が心底激怒した場合、敵（の刃）が眼前に迫っている場合、御庭番が側にいない場合、そして腕が立ち御庭番でも危うい剣の達人が相手の場合には自ら討つこともある。IV第61話の殺陣において、はね退けた悪党の太刀が手から飛んで壁に突き刺さり、当の悪党は得物を奪われた形で峰打ちされるという、吉宗の鋭い剣さばきを演出した珍しいシーンが見られた。
特に女の悪役（凶悪な女盗賊・忍者を除く）は峰打ちであっても吉宗が刃を向けることはほとんどなく、御庭番のうち女が斬るか、気絶させて後日裁くか、山田朝右衛門が斬るか、奥要職者などは自害や出家が促される。また殺しを含めた悪事を働いた者のうち、人生を狂わされて良心の呵責を抱えつつ悪の道に迷い込んだ末に改心した場合は、成敗や死罪でなく、他の悪党による口封じや裏切りへの制裁などにより横死することが多い。
富士山をバックに海岸線を走るシーンは、静岡県静岡市清水区。画像処理ができなかったのか、松平健の背後右下に遠くの海岸の側にある工場の煙突が映りこんでいた。
- 殺陣において家臣達は白足袋姿を装った祭足袋を着用しているが、倒れても褐色のゴム底部が放映されないように倒れ方やカメラアングルでカバーしている。
- 高島礼子が御庭番役で芸能界デビューを果たし、女優の登龍門として注目され続けた。この高島をはじめ、御庭番を演じるレギュラーが、レギュラー出演以前あるいは以後にゲスト出演することも多い（御庭番役にも求められる厳しい雰囲気から悪役として登場することもある）。

## 周辺エピソード
- 松平が長年にわたり吉宗役を務めたため、「吉宗＝松平健」というイメージが定着している。「歴史テストの『江戸幕府8代将軍、徳川吉宗の別名は（   ）将軍と呼ばれたか?』（正解は米）という問題に思わず暴れん坊と書き入れてしまった生徒が居た」という笑い話もある。松平健自身も、暴れん坊将軍以外の露出が少なかったこの時期、チョンマゲはカツラではなく、本物説だったというエピソードもあった。また、以下のようにパロディ化されている。
  1. 藤沢とおるの漫画・GTO：主人公の鬼塚英吉が全国中学模試を受ける策略にはまり、その勉強のために、同僚の教師・冬月あずさに「徳川8代将軍は?」と問われて「ま、松平健...」と自信がなさそうに答える（単行本6巻）。ドラマ版では「徳川8代将軍は松平健で、15代将軍はモックン（大河ドラマ『徳川慶喜』の主役）だ!」と自信満々に答えている。
  2. 秋本治の漫画・こちら葛飾区亀有公園前派出所：亀有に8代将軍吉宗が享保4年、鶴狩りをしに訪れたという伝承に主人公の両津勘吉が「松平健が亀有に来ていたとは...」と驚く（単行本117巻）。
- ハワイでも、地上波テレビ局KIKU-TVが英語字幕付（タイトルはそのまま“Abarenbo Shogun”）で放送したため、松平健は日系人を中心とした地元住民にも“Shogun Yoshimune”として知られている。
- 松平は本シリーズを「自分の成長、人生をともにした分身」と公言し、水戸黄門の終了などで子供が時代劇を見る機会が減りつつあることについて、再放送や下記仮面ライダー映画が時代劇に触れるきっかけになればうれしいと話している[7]。
- 当ドラマのオープニング曲「暴れん坊将軍のテーマ」は、日本の高校野球では応援歌として現在も定番曲でよく演奏されている。更に、かつての日本プロ野球・大阪近鉄バファローズのチャンステーマや、高橋慶彦・緒方孝市・平井光親らの応援歌としても使われていた[8]。

## パチンコ・パチスロ
※すべて藤商事からの発売。
- パチンコ
  - CR暴れん坊将軍 （2004年）
  - CR暴れん坊将軍2 （2006年）
  - CR暴れん坊将軍3 （2009年）
  - CR新暴れん坊将軍 吉宗危機一髪! （2010年）
  - CR新暴れん坊将軍 不死身の闇烏 （2011年）
  - CR暴れん坊将軍　怪談（2015年）
  - P暴れん坊将軍 炎獄鬼神の怪（2018年）
  - P真・暴れん坊将軍　双撃（2021年）

- パチスロ
  - パチスロ暴れん坊将軍 （2007年）

## コラボレーション・タイアップ
サントリー
2009年9月にタイアップ企画で「飲んで当てよ!!」キャンペーンが実施されていた。第1弾は、肉・米・魚の食材御三家1年分、第2弾は、ラーメン・蕎麦・饂飩・焼き蕎麦・パスタの天下5麺1年分、第3弾は、上様ダウンCollection21種類、第4弾は米・蔵・金が当たるプレゼントをそれぞれ展開していた。
劇場版 仮面ライダーオーズ WONDERFUL 将軍と21のコアメダル
松平が本作と同設定の吉宗役で出演しており、本作のメインテーマもアレンジが加えられたうえで使用された。同映画をモチーフにしたステージが収録されているゲーム『仮面ライダー バトライド・ウォーII』にも吉宗がプレイアブルキャラクターとして登場しており、松平が声を担当している。
STARHORSE3
本作とコラボした「吉宗激走記 暴れん坊将軍賞」が期間限定で開催された。吉宗の声には、松平による新規収録の音声が用いられている。